# Padise (obec)
Obec Padise (estonsky Padise vald) je bývalá samosprávná obec náležející do estonského kraje Harjumaa. Obec byla vytvořena roku 1992 v rámci obnovy uspořádání Estonské republiky po skončení sovětské okupace na místě předválečné obce Kloostri (Kloostri vald). Byla zrušena při správní reformě v roce 2017 a začleněna do samosprávné obce Lääne-Harju.

## Poloha
Obec se rozkládala na ploše 367 km² při jižním pobřeží Finského zálivu na západním okraji kraje Harjumaa, přibližně 45 km jihozápadozápadně od hlavního města Tallinnu. Na východě sousedí s obcemi Keila, Vasalemma a Nissi, na jihu s obcemi Oru a Risti, na západě s obcí Nõva a na severu tvoří její hranici pobřeží dvou zátok Finského zálivu — Keibského a Paldiského zálivu.

## Sídla
Na území zrušené obce žijí přibližně dva tisíce obyvatel v celkem 24 vesnicích: Alliklepa, Altküla, Audevälja, Harju-Risti, Hatu, Karilepa, Kasepere, Keibu, Kobru, Kurkse, Kõmmaste, Laane, Langa, Madise, Metslõugu, Määra, Padise, Pae, Pedase, Suurküla, Vihterpalu, Vilivalla, Vintse a Änglema. Správním centrem obce byla vesnice Padise, podle níž je obec pojmenována.

## Pamětihodnosti
Turisticky nejvyhledávanější pamětihodností obce je Padiský klášter (Padise klooster), s nímž se už po staletí pojí dějiny vesnice Padise i širšího okolí. V těsném sousedství kláštera se nachází Padiský zámek (Padise mõis). Mezi význačné kulturní památky patří dále kostely ve vesnicích Madise a Harju-Risti.
Z prehistorických památek je nejvýznačnější padiské hradiště (Vana-Linnamägi), jehož zbytky jsou k vidění v lese asi kilometr jižně od centra vesnice Padise.